# Felix Großschartner
Felix Großschartner (ur. 23 grudnia 1993 w Wels) – austriacki kolarz szosowy.

## Osiągnięcia
Opracowano na podstawie:

2012
- 1. miejsce na 1. etapie Tour of Szeklerland (jazda drużynowa na czas)

2014
- 3. miejsce w Istarsko Proljeće

2015
- 1. miejsce w Trofeo Piva
- 1. miejsce w klasyfikacji górskiej Österreich-Rundfahrt
- 1. miejsce na 2. etapie Giro della Regione Friuli Venezia Giulia

2017
- 3. miejsce w Österreich-Rundfahrt

2018
- 2. miejsce w mistrzostwach Austrii (jazda indywidualna na czas)
- 2. miejsce w mistrzostwach Austrii (start wspólny)
- 3. miejsce w Hammer Hong Kong (drużynowo)
- 2. miejsce w Tour of Guangxi

2019
- 1. miejsce w Presidential Cycling Tour of Turkey
  - 1. miejsce na 5. etapie

2020
- 1. miejsce na 1. etapie Vuelta a Burgos
- 9. miejsce w Vuelta a España

2021
- 1. miejsce na 5. etapie Tour of the Alps
- 10. miejsce w Vuelta a España

2022
- 1. miejsce w mistrzostwach Austrii (jazda indywidualna na czas)
- 1. miejsce w mistrzostwach Austrii (start wspólny)

## Rankingi
| Rok             | 2012  | 2013  | 2014 | 2015 | 2016 | 2017 | 2018 | 2019 | 2020 | 2021 | 2022 | 2023 | 2024 |
| --------------- | ----- | ----- | ---- | ---- | ---- | ---- | ---- | ---- | ---- | ---- | ---- | ---- | ---- |
| UCI World Tour  |       |       |      |      | -    | -    | 91.  |      |      |      |      |      |      |
| World Ranking   |       |       |      |      | 422. | 429. | 106. | 57.  | 111. | 238. | 201. | 101. | 211. |
| UCI Europe Tour | 1187. | 1200. | 437. | 148. | 306. | 270. | 194. | 45.  | 94.  | 203. | 164. | 82.  | -    |
| UCI Asia Tour   | -     | -     | -    | -    | -    | -    | 437. |      |      |      |      |      |      |
|                 |       |       |      |      |      |      |      |      |      |      |      |      |      |
| Źródło: UCI     |       |       |      |      |      |      |      |      |      |      |      |      |      |